# روبرتسولی
روبرتسولی (به لاتین: Robertsvlei) یک شهرک در آفریقای جنوبی است که در منطقهٔ استلنبوش واقع شده‌است.